# 油井潔雄
油井潔雄（日语：／ Yui Kiyoo，1943年4月21日—），日本男子田徑運動員，他於1966年獲得兩面亞洲運動會田徑金牌，於1967年獲得一面世大運銅牌。